# 惡魔鯨
惡魔鯨是傳說中的水怪之一，第一次出現在布伦丹。根據神話，這隻鯨魚的體型很大，可以吞下整艘船。後來常被兒童圖書使用此題材。

## 傳說
公元約6世紀，愛爾蘭牧師聖布倫丹和其他十八名僧侶從愛爾蘭出發穿越海洋。旅程中，他們來到了一個黑色的島嶼，並決定在晚上營地。幾個僧侶們設置了一個烹飪台，點燃了火後島開始晃動，才發覺那是一隻巨鯨。

## 在新聞和文學
惡魔鯨名稱歸因於日本捕鯨船在捕捉灰鯨。日本的捕鯨人員的故事，1908年，因為狩獵灰鯨的困難和危險，他稱之為“Kukekua Kugira”（惡魔鯨）。
白鯨記是一部赫尔曼·梅尔维尔在1851年寫的小說，本書的後續研究引起了白鯨與惡魔鯨之間的討論。
中國詩人韓愈曾寫到「海有吞舟鯨，鄧有垂天鵬。」